# Температура начала замерзания
Температура начала замерзания грунта (англ. ground freezing point) — значение температуры, при котором в грунте появляется поровый лед. Зависит от состава пород, влажности, концентрации порового раствора, и т. д.

## Описание
Температура начала замерзания грунта определяется по данным лабораторных испытаний, при которых образец грунта подвергается постепенному охлаждению до температуры ниже возможного переохлаждения породы данного состава и влажности, при начале кристаллизации поровой влаги температура скачкообразно поднимается, и затем возобновляется плавное охлаждение.
Температура начала замерзания грунта определяется как наиболее высокое устойчивое значение температуры, которое наступает вслед за температурным скачком от температуры переохлаждения.
Для незасоленных крупнообломочных грунтов и песков Температура начала замерзания близка к 0°С, для глинистых незасоленных грунтов может достигать минус 1°С, для засоленных грунтов зависит от концентрации порового раствора и может достигать минус 12°С в криопэгах.